# Bougainvillea herzogiana
Bougainvillea herzogiana är en underblomsväxtart som beskrevs av Anton Heimerl. Bougainvillea herzogiana ingår i släktet Bougainvillea och familjen underblomsväxter. Inga underarter finns listade i Catalogue of Life.